# 刀狩令
刀狩令指的是日本历史上没收武士以外的僧侣和平民所拥有武器的政策。该政策最早是在镰仓时代实施，而最为有名的刀狩令则是丰臣政权于1588年（天正16年）所实施的刀狩令。

## 实施背景
最早有记载的刀狩令是在1228年（安贞2年），当时镰仓幕府的执权北条泰时曾要求高野山的僧侣交出武器。此后在1243年（仁治3年），幕府颁布了禁止镰仓的僧侣和侍从带刀的腰刀停止令，违反者则其刀剑被收缴，并且将收缴来的刀剑建造大佛。1250年（建长2年），第五代执权北条时赖将腰刀停止令的范围扩大到镰仓的平民，并且禁止平民夜晚携带弓箭外出。
战国时代的大名也沿用这些政策。在丰臣秀吉之前，柴田胜家为了镇压一向一揆，于1576年（天正4年）在越前国实施了刀狩令。
统一天下的丰臣秀吉于1588年8月29日（天正16年7月8日）颁布刀狩令（同时颁布海贼停止令），以推进全国的兵农分离政策。一般的农民被禁止带刀。没收这些农村武装的目的在于解除农村武装。
武士刀被神社视为神圣的神体，并且把武士刀作为信仰的对象。和一般的观念不同的是，基本上没有武士在骑马的时候挥舞刀或者枪，也没有骑马的刀刃战，唯一的是最初骑马弓兵使用的刀。不过早期的武士以刀为武力为象征，信长，秀吉以及家康对刀的使用超过了战力的需要，收集名刀，在太平洋战争后存在500万武士刀，武士刀的精神意义不是单单的武器所能表现出来的。
16世纪，近畿以及关东的平民在15岁的成人礼时，会得到一把脇差，允许携带刀的另一阶级是所谓的“小农民”，他们时常参加追捕落败武士，也就是通常所说的落武者狩。关东的后北条氏动员令要求人们自己负担弓，枪以及铁炮。因此，农村的村民就有机会参与战斗。在日本的中世和近世，农民腰上的东西是不可侵犯的。16世纪和17世纪的村落争斗中，夺取对方的脇差是重大的罪行。中世以来，刀象征着农民的武装权以及成年男性的人格和名誉。夺取农民手上的刀，自然就成为了大问题。

## 丰臣氏的刀狩令
丰臣秀吉发布的刀狩令如下：
- 第一条 百姓禁止拥有和携带刀，弓，枪，铁炮等武器，若私藏武器，延误年贡，发动一揆，不服从役人者罚之。
- 第二条 收缴之武器，以铸造方广寺大佛的钉子。
- 第三条 百姓应持农具努力耕作，以此事为子孙后代安居乐业之本。

在刀狩令实施后，丰臣政权收缴了大量的武器。如在加贺国（今石川县）的江沼郡，就收缴了1703把武士刀，1540柄腰刀，160支长枪以及700柄小刀。这些被收缴的武器大多用以修建方广寺。
秀吉在就任关白前的1585年（天正13年）的3月到4月间在压制根来众和杂贺一揆的战争中，以解除参加战争的百姓的武装为前提，赦免他们，增强他们耕作的意念，后来颁布的刀狩令的第一条和第三条都有类似的命令。因此历史学家藤木久志把它命名为“原刀狩令”。同年6月也对高野山的僧侣颁布了同样的命令，10月开始实行。
据路易斯·弗洛伊斯的日本史记载，在刀狩令颁布之前的1587年（天正15年），颁布伴天连追放令的肥前国（今佐贺县及长崎县），为了防止武装起义的一揆隐藏武器，以“购买名刀”的名义派遣了鉴定刀的刀匠，召集那些想知道自己所藏的刀的价值的村民，把持刀者和锻造者记录下来。刀狩令颁布后，以该记录为基础，投入了将近100名的官员没收一万六千把刀。
事实上，持有其他枪，弓箭和以驱除害兽为目的的铁炮，以及祭祀用的武器是被允许的。在实施刀狩令后，农村依然存在着大量的武器，无法真正做到完全解除武装。
丰臣秀吉首先在1587年（天正15年）实行刀狩令、在全国禁止用武器解决村与村之间的争端（喧哗停止令）。在此之前，有许多民众特别是成人男性都持有武器。因此邻居之间的纠纷通常会用暴力去解决。刀狩令在江户幕府时代继续施行。
秀吉统一天下后，于1590年（天正18年）颁布了「浪人停止令」，规定除了在农村的武家定期出仕的奉公人以外，驱逐带有装备的农民杂兵出村。并且在第三条中，规定奉公人以外的百姓交出所持有的武器，这从另一方面说明了丰臣政权承认了武家奉公人在农村内持有武器的权利。
秀吉的刀狩令是以解除百姓的武装为目的，以农村存在的武器为前提，从百姓手中夺取带刀的权利。在严格的身份制度确定以前，武士和一般民众并无太大区别。武士和惣村的大部分有实力的国人领主结成主从关系，当时的一揆频繁，而在其中很难区分是否有武士参与了叛乱。而在刀狩令颁布以后，武士和农民就有了明显的区别。

## 江户时代的刀狩令
德川纲吉统治时期，实行过铁炮改造的命令。虽然村所持的铁炮数量大大减少，但许多藩的领内百姓所持有的铁炮数量远远超过了武士所持有的数量。

## 近代以后的刀狩令
明治时代颁布了禁止包括士族在内的国民公开带刀的废刀令。虽然没收并且禁止拥有武士刀，但是在官员穿着大礼服，以及军人，警察，官吏穿着工作服时，为了表明身份，允许他们携带武士刀。在1872年（明治5年）制定的铁炮取缔规则中规定除许可的火枪外其他火枪一律禁止。
而在二战后的1946年（昭和21年），占领日本的盟军最高司令部施行“铁炮等所持禁止令”，规定除狩猎和射击竞技用的枪类，以及美术用的日本刀，持有其他的枪或日本刀均属违法。